# 1500

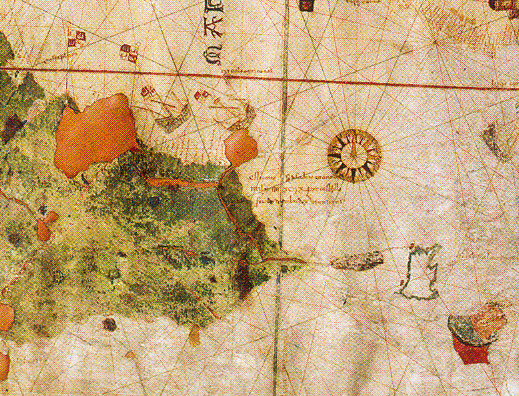
O Cabo de Santo Agostinho, local da descoberta do Brasil por Vicente Yáñez Pinzón em 26 de janeiro de 1500. Mapa de Juan de la Cosa.

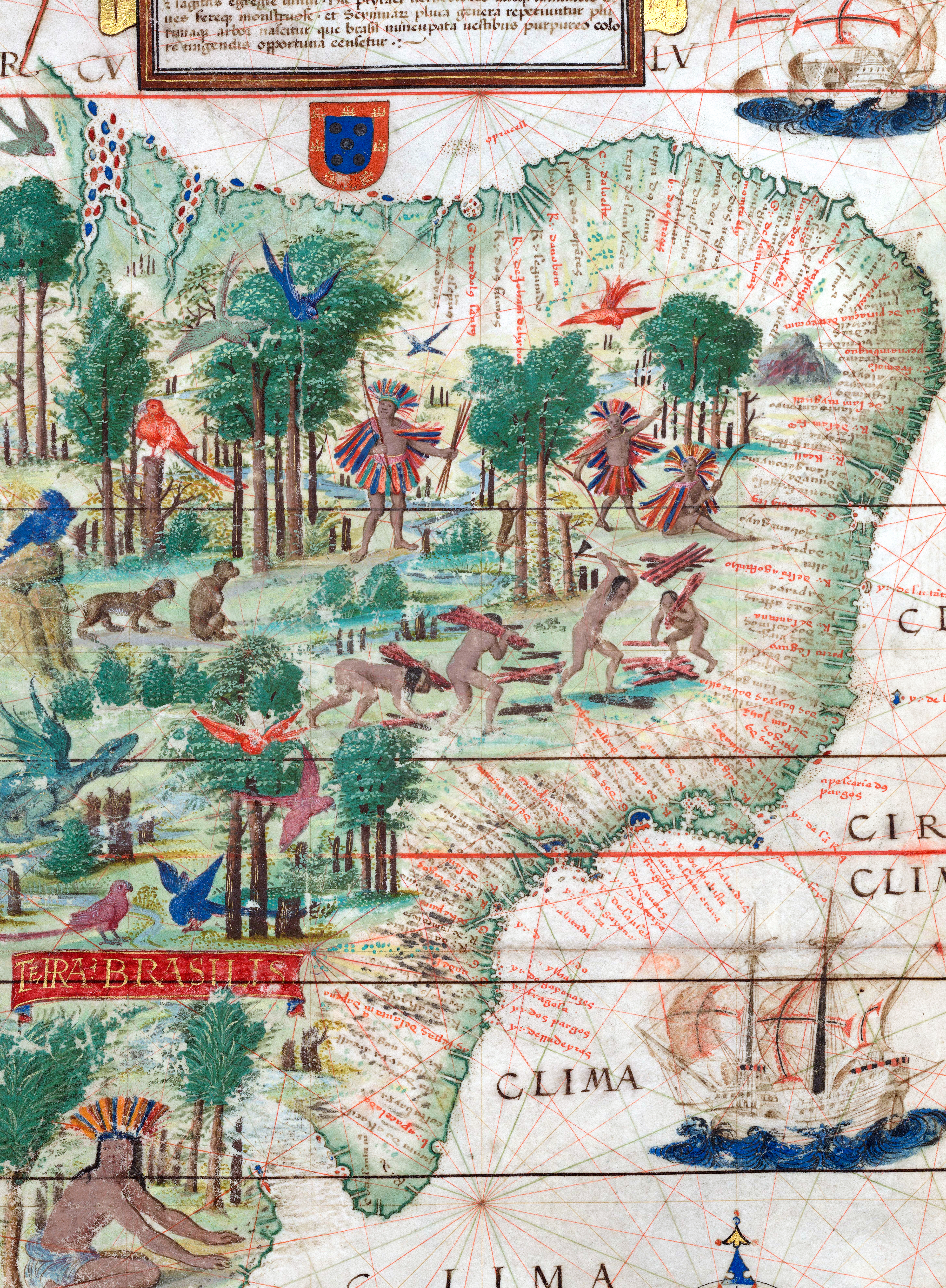
Na semana da Páscoa de 1500 a armada portuguesa comandada por Pedro Álvares Cabral regista o achamento do Brasil. Pormenor de um mapa com as costas do Brasil, chamado de «Atlas Miller», atribuído a Lopo Homem Reinéis, 1519. Bibliothèque National de France, Paris.

- Wikisource

| Calendário gregoriano                                                        | 1500 MD                                              |
| Ab urbe condita                                                              | 2253                                                 |
| Calendário arménio                                                           | 949 – 950                                            |
| Calendário bahá'í                                                            | -344 – -343                                          |
| Calendário budista                                                           | 2044                                                 |
| Calendário chinês                                                            | 4196 – 4197 Início a 31 de janeiro (aproximadamente) |
| Calendário copta                                                             | 1216 – 1217                                          |
| Calendário etíope                                                            | 1492 – 1493                                          |
| Calendários hindus - Vikram Samvat - Calendário nacional indiano - Cáli Iuga | 1555 – 1556 1421 – 1422 4600 – 4601                  |
| Calendário Holoceno                                                          | 11500                                                |
| Calendário islâmico                                                          | 905 – 906                                            |
| Calendário judaico                                                           | 5260 – 5261                                          |
| Calendário persa                                                             | 878 – 879                                            |
| Calendário rúnico                                                            | 1750                                                 |
| Calendário solar tailandês                                                   | 2043                                                 |

1500 (MD, na numeração romana) foi um ano bissexto e o último ano do século XV do Calendário Juliano, da Era de Cristo, e as suas letras dominicais foram  E e D (53 semanas), teve início a uma quarta-feira e terminou a uma quinta-feira.
| Ano completo                           |
| -------------------------------------- |
| Ano bissexto com início à quarta-feira |

## Eventos
• O fim da Idade Média
- Luís XII e Fernando de Aragão dividem o reino de Nápoles.
- Apesar da Câmara Municipal de Velas ter sido criada em 1490, a povoação só é elevada à categoria de vila, por carta do rei D. Manuel I de Portugal nesta data.[1][2]
- Em Alcácer do Sal, o rei de Portugal D. Manuel I de Portugal casa com a infanta de Castela Maria de Aragão, filha dos reis Católicos Fernando e Isabel.
- Fundação de uma ermida que deu lugar à atual Igreja de São Bartolomeu, Angra do Heroísmo.
- Baía de Tolanaro encontrada por Diogo Dias membro da esquadra de Pedro Álvares Cabral.[3]
- Entre este ano e 1501 Gaspar Corte Real atinge a Terra Nova (Canadá), que nomeia Terras de Corte Real.

### Janeiro
- 5 de janeiro - Reconquista de Milão pelo Duque Ludovico Sforza.
- 26 de janeiro - Descobrimento pré-cabralino do Brasil por Vicente Yáñez Pinzón, no Cabo de Santo Agostinho, em Pernambuco.[4]

### Março
- 9 de março - O navegador português Pedro Álvares Cabral parte de Portugal em direção às Índias, mas afasta-se da costa africana.

### Abril
- 1 de abril - Pedro Álvares Cabral toma posse da "Ilha de Vera Cruz" (atual Brasil) em nome do rei de Manuel I de Portugal.
- 8 de abril - Batalha de Novara em que Luis XII de França derrota Luis Sforza.
- 22 de abril - Cabral chega a Porto Seguro, no Brasil, e toma posse da terra em nome do rei D. Manuel I, tornando a região colônia do Reino de Portugal.
- 26 de abril - Celebrada a primeira missa no Brasil, por Frei Henrique de Coimbra.
- 27 de abril - Mestre João, da frota de Pedro Álvares Cabral, pisa em terras do Brasil, onde faz observações astronômicas.

### Maio
- 1º de maio - Pero Vaz de Caminha vai a Portugal anunciar a descoberta do Brasil, fazendo-o por meio de uma carta datada de 1º de maio. Este documento é considerado o mais importante relativo ao descobrimento do Brasil, pela riqueza de detalhes.
- 2 de maio - A esquadra de Cabral parte da Baía de Cabrália (Brasil) continuando a sua viagem para as Índias. A nau sob o comando de Gaspar de Lemos regressa a Portugal com a notícia do descobrimento da Terra de Vera Cruz.
- 20 de maio - Na cidade de Sevilha é feito o tratado de casamento entre D. Manuel I de Portugal e a Infanta D. Maria de Aragão e Castela, filha dos reis Católicos, Isabel e Fernando.

### Junho
- 1º de junho - Apelo à generosidade de todos os madeirenses para a ajuda das obras do novo templo no Funchal.

### Agosto
- 10 de agosto, Diogo Dias após ter dobrado o cabo da Boa Esperança, descobriu uma ilha a que deu o nome de São Lourenço, mais tarde designada Madagáscar.

### Setembro
- setembro - Aldo Pio Manuzio edita em Veneza um livro com a correspondência de Santa Catarina de Sena onde aparece um novo tipo de design tipográfico, conhecido como cursiva italiana ou Itálico ou ainda aldino, do nome do seu autor.[5]

### Novembro
- 11 de novembro - Tratado de Granada entre Fernando II de Aragão e Luis XII de França, pelo qual se reparte a Itália

## Nascimentos
- 6 de janeiro - São João de Ávila, escritor ascético e religioso espanhol († 1569)
- 24 de fevereiro - Carlos de Habsburgo, Rei de Espanha e Imperador do Sacro Império Romano-Germânico († 1558)
- 12 de abril - Joachim Camerarius, O Velho, humanista e poeta alemão († 1574)
- 3 de novembro - Benvenuto Cellini, escritor, ourives e escultor italiano († 1571)
- Ana Bolena, segunda mulher de Henrique VIII de Inglaterra († 1536)
- André de Resende, humanista português. († 1573)
- Mem de Sá, governador-geral do Brasil (m. 1572)
- D. Frei João Estaço, foi um bispo Açoriano † 1553.

## Mortes
- 29 de maio - Bartolomeu Dias, navegador português (n. 1450)
- 19 de julho - Miguel da Paz, Príncipe de Portugal e das Astúrias (n. 1498)
- 21 de outubro - Imperador Go-Tsuchimikado, 103º imperador do Japão (n. 1442)
- 15 de dezembro - Pero Vaz de Caminha, escrivão da frota de Pedro Álvares Cabral que tomou posse do Brasil. (n. 1450)

## Por tema
- 1500 no Brasil
- 1500 na ciência